# Gare de Bourron-Marlotte - Grez
Gare de Bourron-Marlotte - Grez vasútállomás Franciaországban, Bourron-Marlotte településen.

## Vasútvonalak
Az állomást az alábbi vasútvonalak érintik:
- Moret–Lyon-vasútvonal

## Kapcsolódó állomások
A vasútállomáshoz az alábbi állomások vannak a legközelebb:
- Gare de Nemours - Saint-Pierre (Gare de Montargis, Moret–Lyon-vasútvonal, Line R)
- Gare de Montigny-sur-Loing (Paris Gare de Lyon, Moret–Lyon-vasútvonal, Line R)